# Michael Hector
Michael Anthony James Hector  (East Ham, 19 juli 1992) is een Jamaicaans voetballer die bij voorkeur als centrale verdediger speelt. Hij tekende in september 2015 een contract tot medio 2020 bij Chelsea, dat circa €5.400.000,- voor hem betaalde aan Reading. Hector debuteerde in 2015 in het Jamaicaans voetbalelftal.

## Clubcarrière
Hector is afkomstig uit de jeugdopleiding van Reading. Die club verhuurde hem aan Bracknell Town, Didcot Town, Havant & Waterlooville, Oxford City, Horsham, het Ierse Dundalk, Barnet, Shrewsbury Town, Aldershot Town, Cheltenham Town en het Schotse Aberdeen. Op 18 januari 2014 debuteerde de Jamaicaans international voor Reading zelf in een met 7–1 gewonnen competitiewedstrijd tegen Bolton Wanderers. Het seizoen erop speelde hij 41 competitieduels voor Reading. Zijn eerste treffer voor de club maakte hij op 28 september 2014, in een competitieduel tegen Wolverhampton Wanderers.
Hector tekende in september 2015 een contract tot medio 2020 bij Chelsea, dat circa €5.400.000,- voor hem betaalde aan Reading. Dat liet hem dat seizoen op huurbasis bij Reading.

## Interlandcarrière
Op 27 februari 2015 werd Hector opgeroepen voor de nationale ploeg van Jamaica voor de vriendschappelijke interlands tegen Veneuzela en Cuba. In juni 2015 was hij met Jamaica actief op de Copa América 2015, waar hij op 13 juni 2015 debuteerde tegen Uruguay.